# دى دير (ناطع)

تعديل مصدري - تعديل

دى دير هي إحدى قرى عزلة مسور ال دباش بمديرية ناطع التابعة لمحافظة البيضاء، بلغ تعداد سكانها 22 نسمة حسب تعداد اليمن لعام 2004.